# Колонија Пржићи
Колонија Пржићи је насељено мјесто у општини Вареш, Босна и Херцеговина.

## Становништво
|             | 2013.       | 1991.       |
| Укупно      | 18 (100,0%) | 85 (100,0%) |
| Хрвати      | 18 (100,0%) | 63 (74,12%) |
| Срби        | –           | 11 (12,94%) |
| Југословени | –           | 10 (11,76%) |
| Остали      | –           | 1 (1,176%)  |
| Бошњаци     | –           | 0 (0,000%)1 |

1. 1 На пописима од 1971. до 1991. Бошњаци су пописивани углавном као Муслимани.